# Участки лесов Глазовского лесничества
Участки лесов Глазовского лесничества — государственный природный заказник (комплексный) регионального (областного) значения Московской области, целью которого является сохранение ненарушенных природных комплексов, их компонентов в естественном состоянии; восстановление естественного состояния нарушенных природных комплексов, поддержание экологического баланса. Заказник предназначен для:
- сохранения природных комплексов и объектов;
- сохранения местообитаний и мест произрастания редких видов растений, лишайников, грибов и животных;
- мониторинга популяций растений, лишайников, грибов и животных, занесённых в Красную книгу Московской области;
- выполнения научно-исследовательских работ по изучению объектов особой охраны заказника.

Заказник основан в 1990 году. Местонахождение: Московская область, Можайский городской округ. Заказник состоит из четырёх участков. Участок 1А расположен в 1,8 км к северу от деревни Батынки; участок 1Б — в 0,6 км к северо-западу от деревни Потапово; участок 2 — в 0,7 км к северо-востоку от деревни Батынки; участок 3 — в 1,9 км к востоку от деревни Бычково. Площадь заказника составляет 1326,79 га, в том числе: участок 1А — 308,23 га, участок 1Б — 763,49 га, участок 2 — 108,66 га, участок 3 — 146,41 га. Заказник включает лесные кварталы 4, 5, 11, 12, 17—19, 27, 28, 30, 31, 49, 60 Глазовского участкового лесничества Бородинского лесничества, а также участки, расположенные между лесными кварталами 12, 30 и 31 (участок 1А включает кварталы 17, 18, 19 (частично), 27, 28 (частично); участок 1Б включает кварталы 4, 5, 11, 12, 19 (частично), 28 (частично), 30, 31, а также участки, расположенные между лесными кварталами 12, 30 и 31; участок 2 включает квартал 49; участок 3 включает квартал 60).

## Описание
В ландшафтном отношении преобладающая часть территории заказника входит в состав Москворецко-Рузского ландшафта моренных холмистых и грядово-волнистых и водно-ледниковых слабоволнистых и плоских свежих, влажных и сырых равнин. Коренной фундамент ландшафта имеет неровную поверхность на высотах 140—170 м и образован известняками и доломитами с прослоями глин среднего карбона, осложнён флексурами и палеодолинами. Это привело к тому, что при таянии московского ледника в понижениях сосредотачивались потоки водно-ледниковых вод, сильно размывшие морену и обусловившие накопление флювиогляциальных и лимногляциальных отложений. Это в свою очередь обусловило сложность и дробность ландшафтной структуры. В состав заказника входят три местности — моренных, водно-ледниковых равнин и долинных зандров.
Самая северная часть заказника (участок 1Б, кварталы 4, 5 Глазовского участкового лесничества Бородинского лесничества) частично входит в состав Лобь-Рузского ландшафта моренных холмистых и моренно-водно-ледниковых волнистых влажных и сырых равнин. Коренной фундамент в ландшафте залегает на глубинах 142—168 м и представлен известняками, доломитами и пестроцветными глинами каменноугольного возраста. Литогенная основа ландшафта окончательно сформировалась во время московского оледенения и представлена моренными суглинками и флювиогляциальными отложениями разного гранулометрического состава. В состав заказника входит местность моренно-водно-ледниковой равнины.
Гидрографическая сеть территории заказника представлена малыми реками Талица (приток реки Исконы, впадающей в реку Москву) и Елица, а также их безымянными притоками — ручьями первого порядка. Протяжённость реки Талица — около 12 км, реки Елица — около 6 км. На всей территории заказника также встречаются небольшие болота размером до сотни метров, преимущественно переходные и верховые.
В почвенном покрове на междуречьях фон образуют дерново-подзолистые почвы, в западинах и днищах лощин встречаются торфянисто-подзолисто-глеевые и перегнойно-глеевые почвы, внутри болотных массивов распространены торфяные болотные почвы, на пойме рек Талица, Елица и их притоков небольшие площади занимают аллювиальные почвы.
Дерново-подзолистые почвы занимают основную часть площади заказника и распространены на основной поверхности моренных и водно-ледниковых равнин. Вариации внутри этого типа почв связаны с изменением степени оподзоленности (преобладают средне- и сильноподзолистые разновидности почв) и степени оглеения (слабоглееватые, глееватые и глеевые). Вариации по механическому составу также выражены в значительной степени, встречаются средне- и легкосуглинистые, супесчаные и песчаные разновидности почв. Торфянисто-подзолисто-глеевые и перегнойно-глеевые почвы имеют ограниченное распространение в днищах западин и лощинообразных понижений. Перегнойно-глеевые почвы формируются в условиях, когда несколько лучшая аэрация почв способствует почти полному разложению растительных остатков. Торфяные болотные почвы распространены в центральной части болотных массивов, которые имеются почти во всех кварталах. Их характерный признак — наличие торфяной подушки мощностью более 50 см, подстилаемой оглеенной минеральной толщей. Аллювиальные почвы занимают небольшую площадь на поймах рек Талица, Елица и их притоков. Внутри этого отдела почв чаще всего встречаются аллювиальные серогумусовые (дерновые) почвы с буровато-серым комковатым гумусовым горизонтом мощностью 20—30 см и хорошо развитой дерниной. Иногда в почвах прослеживается слабо выраженная слоистость. Механический состав почв преимущественно суглинистый.
Участки 1А и 1Б заказника занимают наиболее возвышенное положение и включают в себя водно-ледниковую равнину с западинами в сочетании с моренными холмами. Высота холмов — 5—6 м, крутизна склонов — до 3 градусов. Вершина холма в юго-западной части участка находится на абсолютной высоте 211 м над уровнем моря, в юго-восточном углу участка в днище эрозионной ложбины зафиксирована высотная отметка территории 197 м над уровнем моря, то есть амплитуда рельефа составляет около 15 м. Понижения между холмами занимают западины, в некоторых из них сформировались болота, преимущественно верховые и переходные. Верховые болота имеют слабовыпуклые поперечные профили поверхности, осложнённые растительными кочками (высотой до 0,2—0,4 м).
Сток с верховых болот участков 1А и 1Б ориентирован на юго-восток в сторону эрозионной ложбины и поступает в русло реки Талицы (правого притока реки Исконы). В границах участка имеются выходы грунтовых вод, фиксирующиеся на абсолютных высотах 200—205 м над уровнем моря.
Доминирующее урочище — слабоволнистая поверхность водно-ледниковой равнины с преобладающими высотами 205—210 м над уровнем моря. В составе урочища фоновыми являются фации с различными типами ельников (чернично-зеленомошных, кислично-зеленомошных, кислично-папоротниковых и другие) и берёзово-еловых лесов с участием осины зеленчуково-разнотравных на дерново-подзолистых среднесуглинистых почвах.
В качестве субдоминантов выделяются верховые и переходные болота в западинах между холмами. Самые крупные болота находятся в южной части участка 1А (кварталы 17, 27 Глазовского участкового лесничества Бородинского лесничества) и участка 1Б (кварталы 19, 28, 30 Глазовского участкового лесничества Бородинского лесничества). В растительном покрове в центральной части сформированы сосняки пушицево-сфагновые с участием берёзы на торфяных болотных олиготрофных среднемощных почвах, по периферии, где имеется натёчное увлажнение с прилегающих склонов, преобладают переходные болотные комплексы с сосново-елово-берёзовыми редкостойными лесами с участием осок, сабельника, вейника и других видов на торфяных переходных маломощных почвах.
Уникальным урочищем в ландшафтной структуре участка 1Б является долина реки Талицы. Долина реки на разных участках имеет разное строение. К северу от деревни Потапово по левому борту реки хорошо выражен коренной склон долины крутизной до 30 градусов под еловым лесом на дерновой маломощной суглинистой почве. Далее к верховьям реки в кварталах 11, 12 Глазовского участкового лесничества Бородинского лесничества крутой коренной склон не выражен, река течёт в широком днище долины с многочисленными старицами. Русло реки имеет ширину до 5 м, скорость течения 0,1—0,2 м/с. Небольшая скорость течения обусловлена большой бобровой плотиной в квартале 12 Глазовского участкового лесничества Бородинского лесничества, подпруживающей все русло реки. В пойме преобладают сероольшаники и ивняки крупнотравные и влажнотравные на аллювиальных дерновых оглеенных почвах.
В северной части участка 1Б (кварталы 4, 5 Глазовского участкового лесничества Бородинского лесничества) характер рельефа и ландшафтной структуры меняется. Эта территория относится к краевой части Лобь-Рузского ландшафта холмистых моренных и волнистых моренно-водно-ледниковых равнин. Доминантное урочище — волнистая поверхность моренно-водно-ледниковой равнины, сложенная с поверхности покровными суглинками мощностью 1—2 м, подстилаемыми суглинистой и песчаной морёной. Амплитуда рельефа составляет от 3 до 6 м, склоны преимущественно пологие (до 3 градусов). В понижениях рельефа встречаются маломощные делювиальные плащи. В фациальной структуре доминируют биогеоценозы с ельниками различных типов и мелколиственно-еловыми лесами (берёза, осина, серая ольха) на дерново-сильноподзолистых глееватых супесчаных почвах в нижних частях склонов и дерново-среднеподзолистых на основной части моренно-водно-ледниковой равнины. В качестве субдоминантов выделяются лощинообразные понижения с сырыми и заболоченными ивняками, отдельные моренные холмы, западины между холмами с небольшими болотами преимущественно верхового типа (сосняки с берёзой пушицево-сфагновые на торфяных болотных почвах), реже встречаются низинные осоковые болота.
Участок 2 соответствует кварталу 49 Глазовского участкового лесничества Бородинского лесничества, расположен на абсолютных высотах 195—206 м и относится к местности водно-ледниковых равнин Москворецко-Рузского ландшафта. Рельеф преимущественно выровненный или слабоволнистый, имеется единичный холм высотой до 206 м над уровнем моря (максимальная высотная отметка на участке 2) с пологими склонами. В юго-западной части участка располагается фрагмент древней ложбины стока, занимающей высоты 197—200 м над уровнем моря. В северо-восточной части участка находится фрагмент эрозионной ложбины, в днище которой отмечается минимальная высотная отметка на участке 2 заказника (195 м над уровнем моря). На участке происходит процесс подтопления подножий склонов (сезонное и при выпадении осадков) и днищ ложбин. Поверхностный сток на территории участка 2 заказника распределён по двум направлениям: на запад в днище древней ложбины стока, где далее вне границ заказника поступает в Можайское водохранилище, и на север — в днище эрозионной ложбины, относящейся к бассейну реки Талицы.
Доминирующее урочище — слабоволнистая поверхность водно-ледниковой равнины с преобладающими высотами 200 м над уровнем моря, сложенная флювиогляциальными супесями с прослоями песков и суглинков под сосново-еловыми и елово-сосновыми лесами с участием берёзы кислично-чернично-папоротниковыми зеленомошными, кустарниковыми кислично-папоротниково-широкотравными, а также еловыми посадками на дерново-подзолистых почвах разного механического состава. Фациальная структура достаточно дробная и связана с вариациями гранулометрического состава почвообразующих пород, неровностями микрорельефа, прошлой и современной антропогенной нарушенностью территории.
Во время полевого обследования встречены биогеоценозы с ельниками с участием сосны и берёзы (реже — осины) мелкотравные на дерново-среднеподзолистых легкосуглинистых почвах, ельники чернично-зеленомошные на дерново-среднеподзолистых песчаных почвах, елово-сосновый лес травяно-зеленомошный на дерново-слабоподзолистых песчаных почвах, берёзово-сосновый лес с елью во втором ярусе, берёзово-еловые насаждения. Возраст ели и сосны в первом ярусе — преимущественно 70—80 лет. Преобладающим типом леса является папоротниково-кисличный, нередки также кустарниковые травяно-кисличные с папоротниками и редкотравные леса. Подлесок образуют бузина красная, жимолость обыкновенная, крушина, волчье лыко, рябина. В травяном покрове характерно сочетание бореальных и неморальных видов. В отдельных парцеллах осока волосистая выступает доминантом в составе травостоя.
Уникальным урочищем на участке 2 является небольшое низинное болото в средней части квартала. Болото имеет удлинённую форму (по длинной оси около 150 м, по короткой — около 70 м), центральная часть занята осоковым сообществом с единичной берёзой и ивой, в приболотье — сырой елово-берёзовый влажнотравный лес низкого бонитета.
Участок 3 (квартал 60 Глазовского участкового лесничества Бородинского лесничества) находится вблизи границы местности долинного зандра и местности моренной равнины на абсолютных высотах 185—195 м над уровнем моря. Основная поверхность имеет пологоволнистый характер и осложнена несколькими ложбинами шириной 130—150 м с пологими склонами крутизной до 30 градусов. Ложбины ориентированы в направлении юго-запад — северо-восток. В днищах ложбин на абсолютной высоте около 190 м над уровнем моря отмечены выходы грунтовых вод. Микрорельеф на территории участка осложняют дренажные канавы (шириной — 1,5 м, глубиной — 0,7 м). Северо-восточная граница участка совпадает с долиной малой реки Елица.
Доминантным является урочище волнистой моренной равнины, сложенное покровными суглинками (мощностью 1—2 м), подстилаемыми морёной, под свежими еловыми (иногда с участием сосны) и сосново-еловыми кисличными, чернично-зеленомошными, кислично-папоротниково-широкотравными лесами на дерново-среднеподзолистых суглинистых почвах. В связи с волнистостью рельефа меняются гигротопы и типы леса. Для нижних частей склонов характерны дерново-подзолистые-глееватые почвы и влажные сосново-еловые и елово-сосновые травяно-долгомошные леса. В днищах ложбин и в западинах преобладают сырые берёзовые и сосново-берёзовые осоково-сфагновые леса на дерново-подзолисто-глеевых и торфянисто-подзолисто-глеевых почвах. Уникальной фацией является небольшое низинное болото с таволгой на перегнойно-глеевых почвах в центральной части квартала.

### Флора и растительность
На участках 1А и 1Б распространены еловые и елово-сосновые леса и лесокультуры, вторичные берёзовые леса, а также верховые и переходные болота с сосной и берёзой низкого бонитета. Преобладают папоротниково-кисличные еловые типы леса. Древостой образован елью с диаметром ствола до 50 см, единично присутствуют берёза или сосна. Иногда развит густой еловый подрост. Кустарниковый ярус, как правило, не выражен — единичными экземплярами встречаются крушина ломкая и жимолость лесная, однако в окнах древостоя разнообразие и обилие кустарников увеличивается — присутствуют жимолость, бузина кистистая (красная), малина обыкновенная и волчеягодник обыкновенный, или волчье лыко (редкий и уязвимый вид, не включённый в Красную книгу Московской области, но нуждающийся на территории области в постоянном контроле и наблюдении).
В травяном ярусе преобладает кислица обыкновенная, пятнами встречаются двулепестник альпийский и черника. Повсеместно присутствуют папоротники: щитовники мужской, картузианский и распростёртый, иногда встречается голокучник Линнея. Видовое разнообразие травяного яруса довольно велико: помимо выше перечисленных отмечено до 15 различных видов с единичным и средним обилием (майник двулистный, седмичник европейский, живучка ползучая, ожика волосистая, земляника обыкновенная, грушанка круглолистная, ортилия однобокая, фиалка Селькирка и другие). Аналогичный видовой состав травяного яруса характерен и для сосново-еловых лесов.
По прогалинам на сыроватых лугах растут пальчатокоренник Фукса, купальница европейская и любка двулистная — редкие и уязвимые виды, не включённые в Красную книгу Московской области, но нуждающиеся на территории области в постоянном контроле и наблюдении. На опушках встречается колокольчик персиколистный (редкий и уязвимый вид, не включённый в Красную книгу Московской области, но нуждающийся на территории области в постоянном контроле и наблюдении), буквица лекарственная, дудник лесной. На ветвях елей отмечены редкие лишайники — уснея жёстковолосатая, бриория переплетённая и бриория буроватая (сивоватая) — виды, занесённые в Красную книгу Московской области.
В пределах еловых лесов имеются участки со старыми берёзами, осинами, подростом ели обыкновенной и лещиной обыкновенной папоротниковые с таёжными видами и зеленчуком жёлтым. Здесь на стволах старых осин встречаются редкий мох некера перистая, баранец обыкновенный, лишайник пельтигера новомногопалая, а на старых пнях елей произрастает редкий гриб ежовик коралловидный — виды, занесённые в Красную книгу Московской области.
На участках 1А и 1Б имеются довольно крупные верховые и переходные болота с разреженным древесным ярусом высотой 5—8 м из сосны обыкновенной и берёзы повисшей с диаметром стволов до 15—20 и 10—15 см соответственно, в редком подросте также отмечаются сосна и берёза. По краям болот сосны достигают высоты 10—12 м. Единичными экземплярами отмечаются ивы кустарниковые (пепельная и трёхтычинковая). В составе травяно-кустарничкового яруса преобладают пушица влагалищная и болотные кустарнички: мирт болотный, багульник болотный, голубика, брусника, клюква болотная. По окраине болота отмечены осоки (чёрная, пузырчатая и волосистоплодная), вахта трёхлистная, вейник сероватый, сабельник болотный, тиселинум болотный и другие болотные виды, характерен сплошной сфагновый покров. Ветви невысоких берёз и сосен густо одеты лишайниками, в том числе редкими. В большом количестве отмечены уснеи — жёстковолосатая и почти цветущая, на стволах сосен найдена имшаугия бледнеющая, обильны бриории буроватая (сивоватая) и волосовидная — виды, занесённые в Красную книгу Московской области. Также встречаются более обычные лишайники — эвернии, гипогимния вздутая и пармелия бороздчатая, а также гипогимния трубчатая — редкий и уязвимый вид, не включённый в Красную книгу Московской области, но нуждающийся на территории в постоянном контроле и наблюдении.
На участке 2 (квартал 49 Глазовского участкового лесничества Бородинского лесничества) также преобладают еловые и сосново-еловые леса, встречаются берёзово-сосновые с елью обыкновенной во втором ярусе и берёзово-еловые насаждения. В природоохранном отношении наибольший интерес представляют ельники возрастом 90—100 лет, локализованные преимущественно в северной и южной частях квартала. Везде наблюдается хорошее возобновление ели обыкновенной, подлесок разреженный преимущественно из рябины и крушины, реже встречается можжевельник обыкновенный (редкий и уязвимый вид, не включённый в Красную книгу Московской области, но нуждающийся в постоянном контроле и наблюдении). Старовозрастные сосняки (90—95 лет) встречаются ограниченно в юго-западной части квартала. Преобладающим типом леса является папоротниково-кисличный, нередки также кустарниковые травяно-кисличные с папоротниками и редкотравные леса. Здесь отмечена ветреница дубравная (вид, занесённый в Красную книгу Московской области).
Среди лесов этого участка много поражённых короедом-типографом погибших и усыхающих елей. Вырубки зарастают подростом берёзы и ели.
На участке 3 (квартал 60 Глазовского участкового лесничества Бородинского лесничества) преобладают еловые, сосново-еловые и елово-сосновые кисличные, местами черничные зеленомошные и кустарниковые кислично-папоротниково-широкотравные леса. По окраине лесного массива встречаются березняки с елью разнотравно-вейниковые с сорными видами растений и малиной. В природоохранном отношении наиболее интересны старовозрастные ельники (85—90 лет), локализованные преимущественно в центральной части участка. Встречаются как монодоминантные ельники (8 единиц в составе древостоя), так и ельники с участием сосны и берёзы (5 единиц в составе древостоя). В подросте обычна ель, состояние подроста хорошее. Подлесок разреженный, заурядна рябина обыкновенная и крушина обыкновенная, реже встречаются жимолость лесная и можжевельник обыкновенный.
К западу от массива ельников протягивается неширокая (200—300 м), вытянутая с юго-запада на северо-восток полоса старовозрастных елово-сосновых лесов (85—90 лет). Характерен редкий подлесок из рябины обыкновенной и крушины обыкновенной.
По окраинам заболоченных берёзовых и сосново-берёзовых лесов осоково-сфагновых, местами с политриховыми мхами встречается пальчатокоренник пятнистый, занесённый в Красную книгу Московской области. В составе травяно-кустарничкового яруса этих сообществ — осоки чёрная, пузырчатая и сближенная, пушица влагалищная, щитовник гребенчатый, вейник сероватый, на приствольных кочках — черника. Развит сплошной сфагновый покров. На ветвях деревьев произрастают охраняемые виды лишайников — бриории буроватая (сивоватая) и волосовидная. В западинах, вокруг мочажин с водой, встречается тростник южный, таволга вязолистная, зюзник европейский, сабельник болотный.
На участках с погибшими елями имеются заросли малины с недотрогой обыкновенной, иван-чаем, пикульником обыкновенным, крапивой двудомной и другими сорно-лесными видами.

### Фауна
Животный мир заказника отличается хорошей сохранностью и репрезентативностью для природных сообществ средней полосы России. В границах заказника можно выделить три основных зоокомплекса (зооформации): зооформацию хвойных лесов и верховых болот, зооформацию мелколиственных лесов, зооформацию лугово-опушечных местообитаний. Основу фаунистического комплекса составляют лесные виды.
Для заказника и прилегающей к нему территории отмечено 49 видов птиц: кряква, скопа (вид занесён в Красную книгу Российской Федерации и Красную книгу Московской области), тетеревятник, перепелятник, чеглок, канюк, обыкновенная пустельга, тетерев, глухарь, рябчик (последние четыре вида — редкие и уязвимые таксоны, не включённые в Красную книгу Московской области, но нуждающиеся на территории области в постоянном контроле и наблюдении), серый журавль (вид занесён в Красную книгу Московской области), седой дятел (вид занесён в Красную книгу Московской области), желна, большой пёстрый дятел, трёхпалый дятел (вид занесён в Красную книгу Московской области), деревенская ласточка, лесной конёк, белая трясогузка, обыкновенный скворец, сойка, сорока, кедровка (вид занесён в Красную книгу Московской области), серая ворона, ворон, крапивник, черноголовая славка, пеночка-весничка, желтоголовый королёк, серая мухоловка, луговой чекан, зарянка, рябинник, чёрный дрозд, певчий дрозд, деряба (редкий и уязвимый вид, не включённый в Красную книгу Московской области, но нуждающийся на территории области в постоянном контроле и наблюдении), длиннохвостая синица, буроголовая гаичка, хохлатая синица (редкий и уязвимый вид, не включённый в Красную книгу Московской области, но нуждающийся на территории области в постоянном контроле и наблюдении), московка, обыкновенная лазоревка, большая синица, обыкновенный поползень, обыкновенная пищуха, зяблик, обыкновенная зеленушка, чиж, черноголовый щегол, обыкновенный снегирь, обыкновенная овсянка.
Скопа неоднократно наблюдалась в гнездовой период 2016—2017 годов на рыборазводном пруду у села Карачарово Волоколамского городского округа, в 2 км к северу от территории заказника, причём улетала с пойманной рыбой в лес в сторону заказника. Весьма вероятно наличие здесь гнездового участка этого вида.
Из млекопитающих на территории обычны обыкновенная бурозубка, европейский крот, обыкновенный ёж, обыкновенная белка, рыжая полёвка. Отмечены лесная куница, обыкновенная лисица и енотовидная собака. На территорию заказника заходит бурый медведь, занесённый в Красную книгу Московской области, и волк (редкий и уязвимый вид, не включённый в Красную книгу Московской области, но нуждающийся на территории области в постоянном контроле и наблюдении).
Для всех лесных кварталов заказника характерны многочисленные следы и порои кабана. Также во всех участках заказника отмечены многочисленные следы жизнедеятельности лося, в близких окрестностях заказника отмечалась европейская косуля (редкий и уязвимый вид, не включённый в Красную книгу Московской области, но нуждающийся на территории области в постоянном контроле и наблюдении). Обитает рыжий лесной муравей (редкий и уязвимый вид, не включённый в Красную книгу Московской области, но нуждающийся на территории области в постоянном контроле и наблюдении).
Погрызы речного бобра отмечены на реке Талице в квартале 11 Глазовского участкового лесничества Бородинского лесничества (участок 1Б) и на реке Песочне близ деревни Межутино и к югу от квартала 12 Глазовского участкового лесничества Бородинского лесничества (участок 1Б).
Герпетофауна территории представлена травяной и остромордой лягушками, живородящей ящерицей. Возможно также обитание гадюки обыкновенной в биотопах верховых болот.
В границах реорганизуемого заказника отмечены следующие виды чешуекрылых: брюквенница, крушинница, углокрыльница с-белое, дневной павлиний глаз, голубянка икар, желтушка торфяниковая (занесена в Красную книгу Московской области).
В фаунистическом отношении все четыре участка заказника весьма сходны между собой. Однако на участках 2 и 3 отсутствуют болота верхового и переходного типов, распространённые на участках 1А и 1Б. В связи с этим на Участках 2 и 3 тетерев и глухарь встречаются гораздо реже, чем на участках 1А и 1Б, где присутствуют привлекательные для них биотопы (на одном из верховых болот участка 1Б, расположенном к северо-западу от деревни Потапово, отмечен глухариный ток).
Фауна млекопитающих всех четырёх участков несомненно сходна, однако различия в населении имеются: плотность кабана, лося на участке 1Б стабильно выше, чем на остальных трёх участках, за счёт более высокого разнообразия лесорастительных условий и более низких рекреационных нагрузок. Жилые поселения бобра отмечены лишь на участке 1Б. Ранее он отмечался также на участке 3 и может появиться там снова.
Из-за обилия болот на участках 1А и 1Б плотность остромордой лягушки заметно выше, чем на участках 2 и 3. На участке 1Б весьма вероятно также обитание обыкновенной гадюки (занесена в Красную книгу Московской области) в биотопах болот верхового и переходного типов.

## Объекты особой охраны заказника
Охраняемые экосистемы: еловые и сосново-еловые папоротниково-кисличные, черничные зеленомошные и кустарниковые кислично-папоротниково-широкотравные леса; сосновые кустарничково-сфагновые и кустарничково-пушицево-сфагновые верховые болота, заболоченные берёзовые и сосново-берёзовые леса осоково-сфагновые.
Ценные древостои: старовозрастные ельники возрастом 85—100 лет и сосняки возрастом 90-95 лет; старовозрастные елово-сосновые леса возрастом 85—90 лет.
Места произрастания и обитания охраняемых в Московской области, а также иных редких и уязвимых объектов растительного и животного мира, зафиксированных на территории заказника, и указанных ниже.
Охраняемые в Московской области, а также иные редкие и уязвимые виды растений:
- виды, занесённые в Красную книгу Московской области, — баранец обыкновенный, пальчатокоренник пятнистый, ветреница дубравная, некера перистая;
- редкие и уязвимые виды, не включённые в Красную книгу Московской области, но нуждающиеся на территории области в постоянном контроле и наблюдении, — можжевельник обыкновенный, пальчатокоренник Фукса, купальница европейская, волчеягодник обыкновенный, или волчье лыко, любка двулистная, колокольчик персиколистный.

Охраняемые в Московской области, а также иные редкие и уязвимые виды лишайников:
- виды, занесённые в Красную книгу Московской области, — уснея жёстковолосатая, уснея почти цветущая, бриория переплетённая, бриория буроватая (сивоватая), бриория волосовидная, имшаугия бледнеющая, пельтигера новомногопалая;
- редкие и уязвимые виды, не включённые в Красную книгу Московской области, но нуждающиеся на территории области в постоянном контроле и наблюдении, — гипогимния трубчатая.

Охраняемые в Московской области виды грибов (вид, занесённый в Красную книгу Московской области): ежовик коралловидный.
Охраняемые в Московской области, а также иные редкие и уязвимые виды животных:
- вид, занесённый в Красную книгу Российской Федерации и в Красную книгу Московской области, — скопа (отмечена охота на прилегающей территории, возможно гнездование);
- виды, занесённые в Красную книгу Московской области: серый журавль, седой дятел, трёхпалый дятел, кедровка, бурый медведь, желтушка торфяниковая, обыкновенная гадюка;
- редкие и уязвимые виды, не включённые в Красную книгу Московской области, но нуждающиеся на территории области в постоянном контроле и наблюдении: рыжий лесной муравей, обыкновенная пустельга, тетерев, глухарь, рябчик, деряба, хохлатая синица, европейская косуля, волк.